# Брюйер-э-Монберо
Брюйер-э-Монберо́ (фр. Bruyères-et-Montbérault) — коммуна во Франции, находится в регионе Пикардия. Департамент коммуны — Эна. Входит в состав кантона Лан-2. Округ коммуны — Лан.
Код INSEE коммуны — 02128.

## Население
Население коммуны на 2010 год составляло 1576 человек.
| 1962 | 1968 | 1975 | 1982 | 1990 | 1999 | 2010 |
| ---- | ---- | ---- | ---- | ---- | ---- | ---- |
| 1030 | 1073 | 1108 | 1269 | 1410 | 1512 | 1576 |

## Экономика
В 2010 году среди 1015 человек трудоспособного возраста (15—64 лет) 754 были экономически активными, 261 — неактивными (показатель активности — 74,3 %, в 1999 году было 72,9 %). Из 754 активных жителей работали 678 человек (350 мужчин и 328 женщин), безработных было 76 (45 мужчин и 31 женщина). Среди 261 неактивных 85 человек были учениками или студентами, 106 — пенсионерами, 70 были неактивными по другим причинам.